# Manuel Zelaya
José Manuel Zelaya Rosales (Catacamas, Olancho, 18 de septiembre de 1952), también conocido como Mel Zelaya, es un político hondureño que fue presidente de la República de Honduras de 2006 a 2009. Actualmente es el primer caballero de Honduras y asesor presidencial del gobierno de Xiomara Castro, actual presidenta de Honduras. Anteriormente había sido director del Fondo Hondureño de Inversión Social (FHIS). Es el primer hombre en ejercer el cargo de primer caballero de Honduras. 
El 28 de junio de 2009, fue derrocado y expulsado del país por las Fuerzas Armadas, luego de varios meses de una crisis política que enfrentó a los poderes del Estado. La destitución (por presiones políticas) se produjo por órdenes de la Corte Suprema de Justicia de Honduras, presidida por Jorge Alberto Rivera Avilés, acusándolo de traición a la patria y otros delitos. Roberto Micheletti, entonces presidente del Congreso Nacional de Honduras, asumió el cargo como sucesor de facto. Estos hechos fueron condenados por gran parte de la comunidad internacional, incluyendo la Organización de los Estados Americanos (OEA) y las Naciones Unidas, ONU, que los calificaron como un golpe de Estado y abogaron por la restitución de Zelaya. En Honduras se produjeron diversas manifestaciones populares, tanto de condena a la deposición de Zelaya y exigiendo su regreso al poder, como de apoyo al nuevo gobierno. Los hechos fueron finalmente considerados un golpe de Estado.
Zelaya actuó como presidente en el exilio y se mantuvo en la embajada de Brasil en Tegucigalpa desde el 22 de septiembre de 2009 después de haber regresado clandestinamente al país. El 27 de enero de 2010, abandonó el país con rumbo a la República Dominicana por medio de un salvoconducto firmado por el nuevo presidente, José “Pepe” Porfirio Lobo Sosa.
El 28 de mayo de 2011, Zelaya regresó a Honduras después de casi 2 años, esta vez para continuar su vida política allí. Fundó el Partido Libertad y Refundación, que superó al tradicional Partido Liberal en las posteriores elecciones generales, logrando ganar la presidencia en las elecciones de 2021. Se desempeña como coordinador general de ese partido político.

## Estudios
Zelaya recibió su educación escolar en los colegios Niño de Jesús de Praga y Luis Landa, y estudios secundarios en el Instituto Salesiano San Miguel, en Tegucigalpa.
Inició estudios universitarios en ingeniería civil, pero los abandonó en 1976, al verse forzado a ocuparse de los negocios familiares debido al arresto de su padre José Manuel Zelaya Órdoñez, que fue implicado y condenado por los asesinatos que se cometieron en propiedad del acusado en el hecho conocido como la masacre de los Horcones. Los otros condenados fueron el Mayor José Enrique Chinchilla, Subteniente Benjamín Plata, José Manuel Zelaya Órdoñez (dueño de la propiedad) y Carlos Bhar, que fueron condenados y llevados a la Penitenciaria Central; después de estar cuatro años en prisión, fueron favorecidos por el jefe de Estado general Policarpo Paz García al ser benefiados con un Indulto en 1979.

## Trayectoria política
Manuel Zelaya ingresó al Partido Liberal de Honduras (PLH) en 1980 como coordinador de organización y consejero departamental en Olancho por el Movimiento Liberal Modista (MLM). En 1983, el ingeniero José Azcona del Hoyo rompió con el MLM. Esta ruptura dio lugar a una nueva facción del Partido Liberal, el Movimiento Azconista, al que se unió Manuel Zelaya. En noviembre de 1985, José Azcona del Hoyo ganó las elecciones presidenciales y Mel Zelaya obtuvo su primera diputación como representante del departamento de Olancho en el Congreso hondureño.
Durante su primer período como diputado (1985-1989), también fue presidente de las comisiones de Recursos Naturales y Petróleo del Congreso. Asimismo, ocupó el cargo de Secretario de la Junta Directiva del Congreso Nacional los dos últimos años. En las siguientes dos elecciones (de 1989 y de 1993) fue reelecto como diputado, pero el presidente Carlos Roberto Reina lo nombró ministro y director ejecutivo del Fondo Hondureño de Inversión Social (FHIS). Durante su administración se perdieron 40 millones de lempiras y la Procuraduría General le dio un reparo por enriquecimiento ilícito. También fue diputado por el departamento de Francisco Morazán de 1998 a 1999, asesor del presidente Carlos Roberto Flores Facussé en 1998, secretario de Organización y Propaganda del Consejo Central Ejecutivo entre 1999 y 2004, miembro del FONAC (Foro Nacional de Convergencia), entre otros cargos públicos.
El 20 de febrero de 2005, Zelaya participó en las elecciones internas del Partido Liberal a través de su "Movimiento Esperanza Liberal" (MEL) resultando victorioso con el 52% de los 289 300 votos liberales, contra un 17% de Jaime Rosenthal y 12% de Gabriela Núñez. Ganó también los comicios generales del 27 de noviembre con 918 669 votos, que representó el 49,9% de los votantes, derrotando al nacionalista Porfirio Lobo Sosa que obtuvo el 46,17%.

## Presidencia (2006-2009)
El 27 de enero de 2006, Manuel Zelaya Rosales sucedió en el cargo presidencial a Ricardo Maduro. Ese mismo día Zelaya sancionó la Ley de Participación Ciudadana, presentada al Congreso Nacional un día antes por el Partido Liberal.
La ley sería el uno de los principales instrumentos legales sobre el cual el presidente Zelaya construirá el proyecto de la "Cuarta Urna".

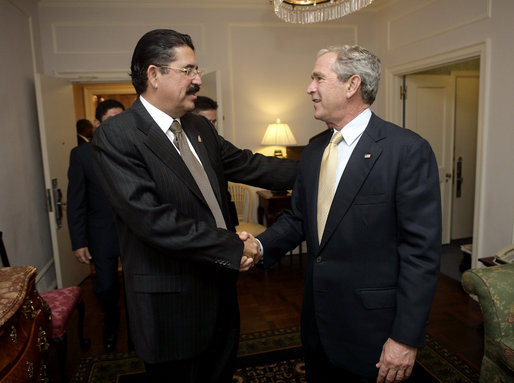
Manuel Zelaya junto con el presidente de Estados Unidos, George W. Bush, el 18 de septiembre de 2006.

En el primer año de gobierno se declaró emergencia energética por la crisis de la Empresa Nacional de Energía Eléctrica, se emitió un decreto para otorgar matrícula gratis a los centros educativos en nivel prebásico, básico y medio, se publicó la Ley de Participación Ciudadana y se dispuso que cada año del gobierno 1000 efectivos del Ejército fueran transferidos a la Policía Nacional para combatir la criminalidad. El primer año también se vio marcado por una ola de protestas de diferentes grupos sociales y por la licitación internacional para comprar productos del petróleo. A fines de 2006, la CEPAL colocó a Honduras en uno de los primeros lugares de crecimiento económico de la región centroamericana, con una tasa de crecimiento del 6 %, que en comparación al 4,1 % del año anterior representó la mayor variación desde 1993. 
En 2007, el gobierno salió beneficiado con la condonación de la deuda externa con corte a diciembre de 2004 por el Banco Interamericano de Desarrollo (BID); el monto fue de 1400 millones de dólares. Los meses posteriores el Fondo Monetario Internacional (FMI) advirtió que la crisis financiera de la Empresa Nacional de Energía Eléctrica podría afectar la estabilidad económica del país; también emitió un informe con varias recomendaciones encaminadas a contrarrestar el empeoramiento de las finanzas que experimentaba Honduras, y planteó que el crecimiento de las recaudaciones tributarias no estaba siendo usado en mayor inversión para reducir la pobreza. En 2007 hubo un aumento de 9,7 % al salario mínimo y otro del 11 %. En diciembre de 2008 se decretó un aumento del salario mínimo del 60 %, de 3400 lempiras a 5500. Varios empresarios criticaron este aumento y presentaron recursos de amparo ante la corte, los cuales fueron decretados sin lugar. 
En enero de 2007, el gobierno interpuso una demanda judicial para poder intervenir los tanques de almacenamiento de la empresa Distribuidora de Productos del Petróleo S.A. (DIPPSA) e importar 11,76 millones de galones de combustible de ConocoPhillips, ganadora de una licitación internacional de 2006 para la importación de combustibles. En febrero, el presidente Manuel Zelaya rechazó el contrato de Conoco Phillips, por considerarlo una decisión unilateral y una camisa de fuerza, que además difiere en varios aspectos del original. En marzo, el proceso de licitación de combustibles se detuvo indefinidamente. En julio, el mandatario acusó a las transnacionales de provocar un desabastecimiento en represalia por la aprobación de una nueva fórmula de importación de combustible. El 29 de enero de 2008, Honduras entró oficialmente a Petrocaribe, alianza mediante la cual Honduras recibiría 20 000 barriles diarios de búnker para la generación de energía térmica por parte de Venezuela. El Congreso aprobó el ingreso a Petrocaribe y en septiembre aprobó también una ley para la administración y la inversión de los recursos provenientes de este acuerdo, mediante la cual se efectuó un depósito de L. 63,657,951 al Banco Central.
En el año 2007, Manuel Zelaya Rosales comenzó su programa de protección a los bosques hondureños, particularmente en una de las zonas muy importantes: el ecosistema del río Plátano, en la Mosquitia hondureña.
En cuanto a los derechos reproductivos de las mujeres, su gobierno autorizó la píldora del día después, pero este derecho fue abolido tras el golpe.

### Política exterior

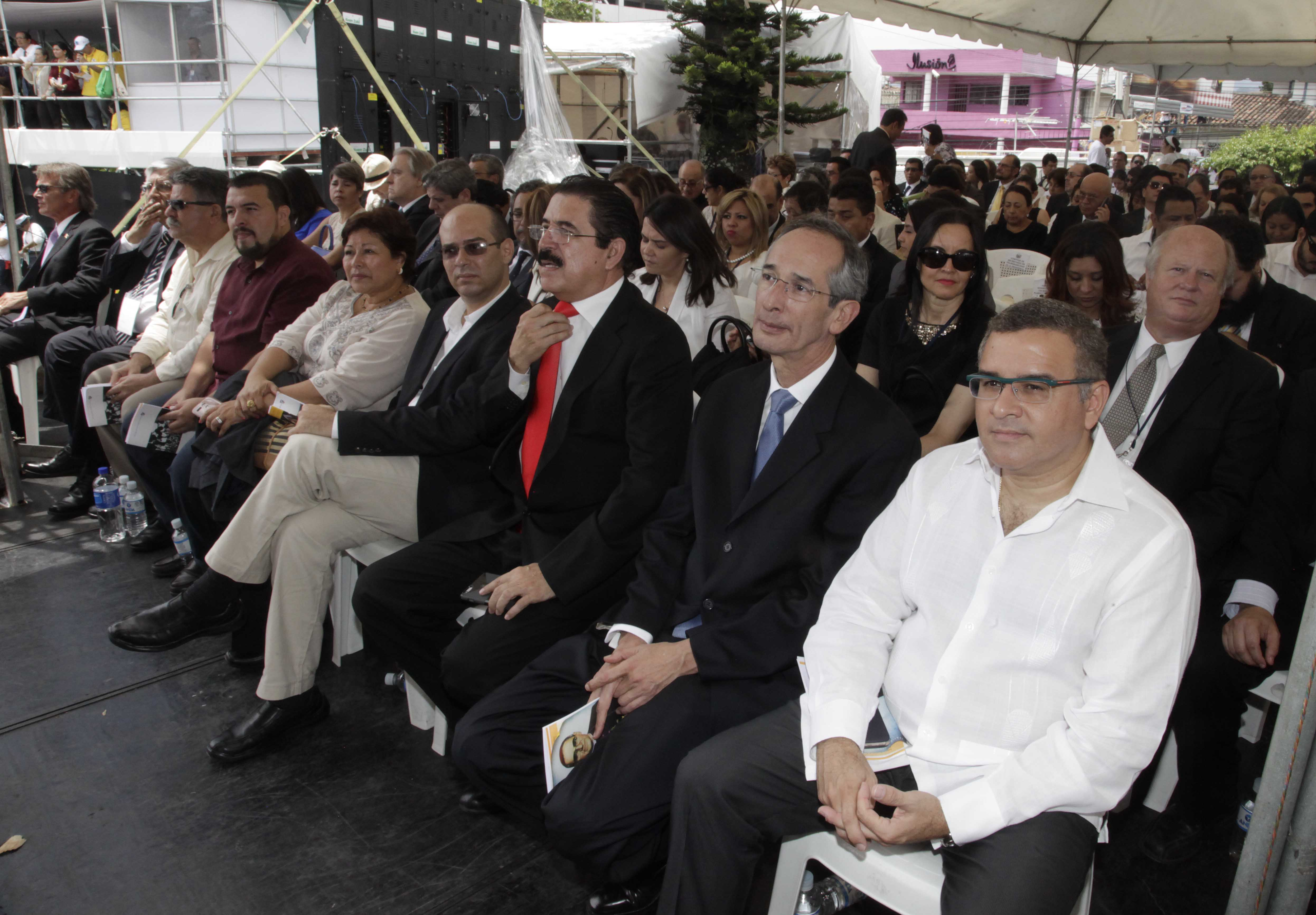
Expresidentes de Centroamérica; Mauricio Funes, El Salvador, Álvaro Colom, de Guatemala, Manuel Zelaya de Honduras.

A finales de 2007, el gobierno zelayista se aproximó a los gobiernos de tendencias socialistas del nicaragüense Daniel Ortega, el venezolano Hugo Chávez y el cubano Fidel Castro. En octubre de 2007, Manuel Zelaya visitó Cuba después de 46 años en que un presidente no visitaba ese país, mientras que en diciembre Honduras fue aceptado en Petrocaribe, una alianza petrolera impulsada por el mandatario venezolano. En agosto de 2008, Zelaya integró a Honduras a la Alianza Bolivariana para los Pueblos de Nuestra América (ALBA), que aglutinaba a gobiernos izquierdistas de tendencia chavista. La adhesión se dio en medio de un ambiente de división social sin precedentes entre quienes apoyaban el ALBA y quienes lo consideraban «nefasto para los intereses nacionales», entre ellos el sector político y empresarial. En la ceremonia de adhesión, llevada a cabo en Honduras, los presidentes invitados, Hugo Chávez, Evo Morales y Daniel Ortega realizaron varias críticas a Estados Unidos y al ALCA. Chávez dijo además que quien no estaba de acuerdo con el ALBA era «un vendepatria o un ignorante». Estas declaraciones fueron condenadas públicamente por los opositores al ALBA, mientras que el gobierno emitió dos comunicados en los cuales se declaró que los funcionarios del gobierno zelayista compartían en un 100 % el discurso de Chávez. Sumado a esto, Manuel Zelaya había iniciado una millonaria campaña para promover el ALBA a lo interno de Honduras; a pesar de lo que se esperaba, en octubre el Congreso Nacional aprobó la adhesión al ALBA.

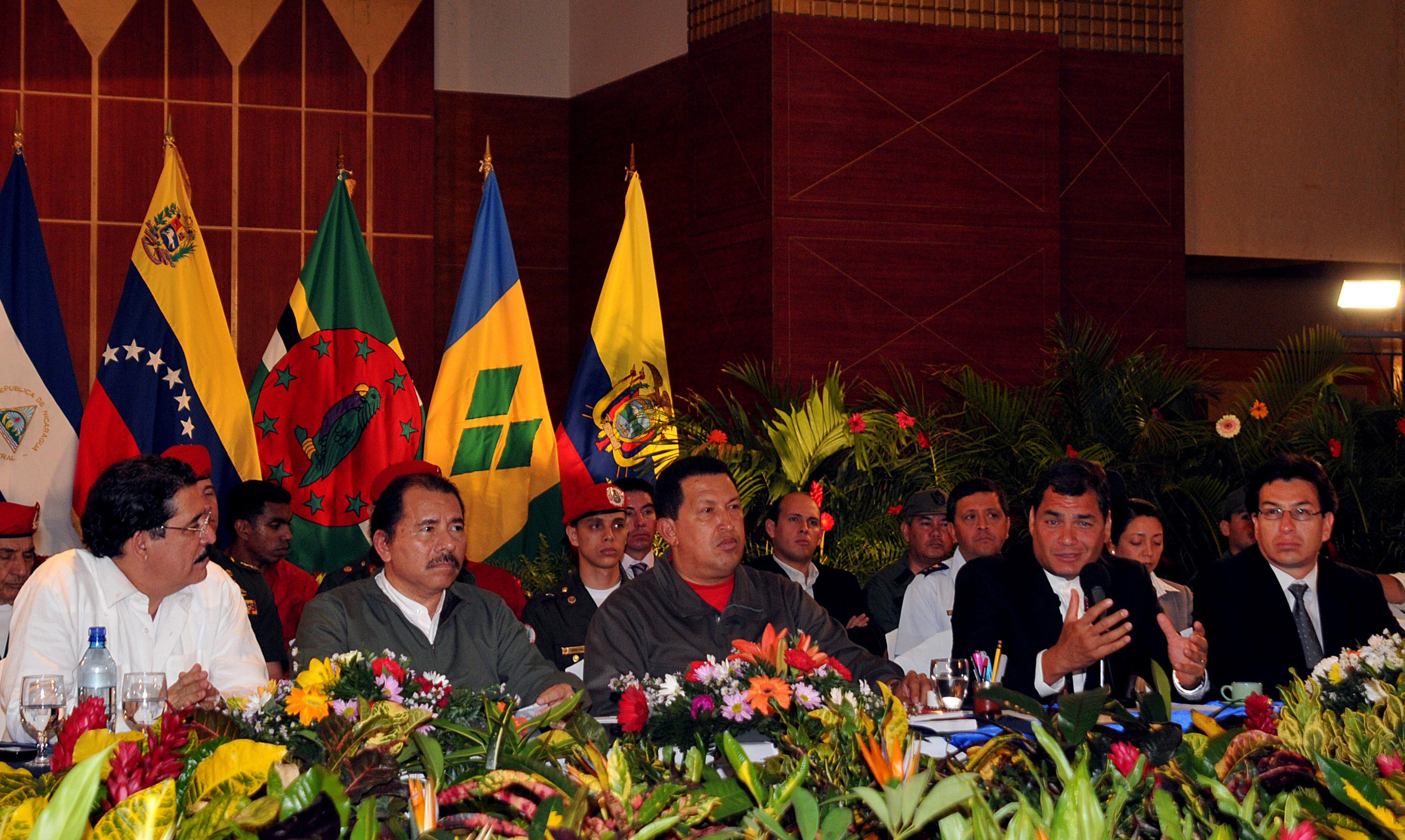
Mandatario, Rafael Correa expresa su total apoyo a Manuel Zelaya durante la reunión de Jefes de Estado del ALBA en Nicaragua. El ALBA fue fundado por líderes populistas de izquierda como el revolucionario nicaragüense Daniel Ortega, el presidente venezolano Hugo Chávez y el presidente boliviano Evo Morales.

El 2 y 3 de junio de 2009 se celebró una cumbre de la OEA en San Pedro Sula, donde los países del ALBA presentaron un borrador para solicitar la admisión de Cuba en la OEA. La secretaria de Estado de Estados Unidos, Hillary Clinton, presentó esta propuesta: Estados Unidos levantaría la prohibición a Cuba siempre y cuando el gobierno de este país se adhiriera a los principios de la OEA. Zelaya telefoneó a Fidel Castro, logrando que este diera su conformidad verbal al texto de compromiso. Esto permitió que los demás gobernantes aceptaran el borrador. Según el embajador de Estados Unidos en Tegucigalpa, Hugo Llorens, esta actuación del presidente Zelaya habría favorecido a Estados Unidos ante el ALBA. Según muchos medios de comunicación internacionales, entonces Zelaya habría actuado como «doble agente» de Estados Unidos. En enero de 2011 Manuel Zelaya refutó la interpretación que el embajador había hecho de sus actos.

### Controversias y señalamientos
Una constante durante el gobierno de Zelaya fueron las críticas al mal manejo de fondos públicos y a su excesivo gasto dedicado a publicidad, asuntos personales y viajes al extranjero. En 2007 un informe de la Agencia Sueca Internacional de Cooperación al Desarrollo dijo que durante 2006 el gobierno «derrochó» los fondos de la Estrategia de Reducción de la Pobreza en Honduras (ERP) en cumplir las promesas de campaña electoral de Manuel Zelaya y afirmaba que el gobierno tenía poca voluntad y coherencia para reducir la pobreza. Según el cálculo de la prensa local, Zelaya realizó casi 90 viajes de 2006 a 2008, siempre acompañado de una nutrida delegación pagada con viáticos de Casa Presidencial y sobre los cuales no se tenía registro de los gastos. En publicidad, el gobierno de Zelaya hacía una excesiva propaganda en los principales medios de comunicación orientada a promocionar decisiones polémicas como el cierre temporal del aeropuerto Toncontín y la adhesión al ALBA. Según un estudio de las ONG Asociación para una Sociedad más Justa (ASJ) y el Consejo Nacional Anticorrupción (CNA), entre febrero y abril de 2008 el gobierno gastó L. 927,348 en publicidad en periódicos, 4,5 millones para anuncios televisivos y 100 mil en anuncios de radio.
Por su parte, Zelaya afirmaba que desde el inicio de su gobierno enfrentó fuertes campañas de desinformación, a lo que llamaría "distorsiones de los medios"y llevaría a la promulgación de medidas para la transmisión de información regulada gubernamentalmente. En este contexto, durante una intervención antes la Sociedad Interamericana de Prensa denunciaría la existencia de "poderosos oligopolios en propiedad de los medios de comunicación". Estas tensiones manifiestas con una gran parte de los medios de comunicación le llevaría a lanzar el periódico "Poder Ciudadano" para dar a conocer las acciones y posturas gubernamentales. 
En 2007 hubo constantes denuncias de irregularidades y de tráfico gris en las llamadas internacionales en la empresa hondureña de telecomunicaciones Hondutel, tanto que el gobierno estadounidense recomendó a sus empresarios no hacer negocios con dicha empresa por las denuncias de fraude. En septiembre de 2008, un reporte investigativo de la Fundación Arcadia afirmaba que Hondutel había sido defraudada por grandes sumas de dinero a través del uso de "líneas grises", así como por fraudes corporativos y corrupción de alto nivel. El fraude le habría costado a Hondutel una baja del 47 % en sus ingresos, con una baja de 70,2 millones de ingresos en llamadas internacionales, esto a pesar de que Hondutel era la única empresa hondureña habilitada para hacer llamadas internacionales. Según el reporte, una de las principales responsables fue la empresa Cable Color, que administraba más de 240 "líneas grises" y también tuvo responsabilidad el gerente de Hondutel, Marcelo Chimirri, quien en 2017-2018 fue condenado por enriquecimiento ilícito y fraude.
Por su parte, luego de la publicación de notas en el periódico Nuevo Herald, reproduciendo información provista por la  "Fundación Arcadia", el gobierno de Zelaya entablaría una demanda en Estados Unidos por la emisión de un libelo caracterizado como un "mecanismo de desinformación" que buscaba vincular a Zelaya y su gobierno con un supuesto acto de corrupción cuyas denuncias databan en el Ministerio Público de Honduras desde el año 2004, dos años antes del inicio de su gobierno.  El gobierno señaló directamente a Otto Reich como uno de los artífices directos de esta campaña 
Durante su gestión como presidente, Manuel Zelaya realizó varias críticas a los principales medios de comunicación nacionales, a quienes acusó de boicotear su gestión y transmitir información falsa. En marzo de 2008 mencionó directamente a la emisora de radio Radio Cadena Voces de atacarlo todos los días y entre otras cosas dijo que la prensa gráfica «está atacando permanentemente al gobierno para que fracase.
A finales de 2007 el Congreso Nacional aprobó reformas a Ley Electoral de Honduras, las cuales fueron vetadas en enero de 2008 por el presidente Manuel Zelaya por considerarlas inconstitucionales. Zelaya dijo que las reformas «debilitan en vez de fortalecer la democracia y resultan inconvenientes para los intereses públicos porque afectan las finanzas del país». El Congreso remitió el decreto a la Corte Suprema de Justicia, la cual determinó dos días después que las reformas no violaban la constitución, de modo que las mismas fueron ratificadas por el Congreso. El tema de las reformas generó fricciones entre el presidente del Congreso, Roberto Micheletti, y del Ejecutivo, Manuel Zelaya. También provocó protestas y rechazo de muchas organizaciones populares los días posteriores. Finalmente, los artículos concernientes a la financiación a los partidos políticos fueron restablecidos íntegramente por el Congreso en abril.

## Crisis política
A mediados de 2009, Zelaya empezó a promocionar un plebiscito para que el 28 de junio del 2009 el pueblo fuera consultado de si estaba dispuesto a una Asamblea Nacional Constituyente. De darse un "sí" en las Elecciones Generales de ese mismo año se instauraría una cuarta urna que ratificaría la petición de la mayoría de ciudadanos por una Asamblea Nacional Constituyente, derogando la constitución de 1981. El Tribunal Supremo Electoral, la Fiscalía General, la Corte Suprema de Justicia, el Congreso de la República[cita requerida] y el Partido Liberal declararon ilegal esta consulta.
El 24 de junio de 2009, Zelaya anunció que destituiría al general Romeo Vásquez Velásquez, jefe del Estado Mayor Conjunto, luego de que este se negara a distribuir las tarjetas de votación de la consulta pactada para el 28 de junio.
La Corte Suprema votó de manera unánime en contra de la medida y ordenó que el general Vásquez fuese restituido en su cargo.
Zelaya declaró que no podía restituirlo porque en realidad todavía no lo había destituido.
El ministro de Defensa y los jefes de las tres ramas de las Fuerzas Armadas de Honduras renunciaron.
En la madrugada del 28 de junio de 2009 ―el día en que se debía celebrar la consulta popular―, Zelaya fue sacado a la fuerza y en ropa interior de su residencia por un grupo de militares, y llevado a la base aérea Hernán Acosta Mejía donde según relato del mismo ante el periodista David Romero Ellner en Radio Globo sufrió abusos físicos al grado de ser maltratado por los militares.
En sesión del Congreso Nacional de Honduras del 28 de junio de 2009 al mediodía, se leyó una presunta carta de renuncia presentada por el presidente Zelaya y se aceptó la misma. Tras ser expulsado del país sin mediar juicio previo, el presidente Zelaya viajó a Costa Rica. Desde allí desmintió haber escrito carta alguna presentado tal renuncia y manifestó que ello demostraba que no se trataba solamente de un golpe militar con la participación de los demás poderes de Honduras. La fecha que constaba en la renuncia de hecho era del 25 de junio, tres días antes del arresto y deportación del presidente.
Horas después, el Congreso volvió a sesionar y resolvió por unanimidad la destitución del presidente Zelaya, por considerar que acciones de gobierno de este habían violado la Constitución y el ordenamiento jurídico del país, y designó para sucederlo al presidente del Congreso, Roberto Micheletti, con el compromiso de que el mismo permanecerá en el cargo hasta la terminación del mandato de Zelaya en enero de 2010. Ningún país reconoció el gobierno de Micheletti y dieron su respaldo y reconocimiento como presidente a Zelaya. Inmediatamente el Gobierno, que asumió el 28 de junio tras un golpe de Estado, suspendió las garantías constitucionales, restringe las libertades de circulación y expresión, y prohíbe las reuniones públicas, entre otras medidas. El decreto ordenó, además, el desalojo de toda institución pública tomada por manifestantes, el cierre de medios de comunicación que "ofendan la dignidad humana, a los funcionarios públicos o atenten contra la ley" y la detención de personas que sean consideradas sospechosas.
El domingo 29 de julio por la noche, el presidente Zelaya arribó a Managua, Nicaragua. El día 21 de septiembre de 2009, el depuesto presidente ingresó a territorio hondureño, logrando alojarse en la embajada del Brasil. En sus primeras declaraciones expresó que esperaba iniciar un diálogo con el gobierno de Roberto Micheletti «para el restablecimiento del orden constitucional». El día 2 de diciembre, el Congreso Nacional de Honduras, en atención a la petición de la comisión negociadora del denominado Diálogo Guaymuras, resolvió rechazar el retorno de Zelaya al poder. La decisión fue adoptada con 111 diputados que votaron por la no restitución del depuesto mandatario, 14 se pronunciaron a favor y se reportaron 3 ausencias.

## Después de la presidencia

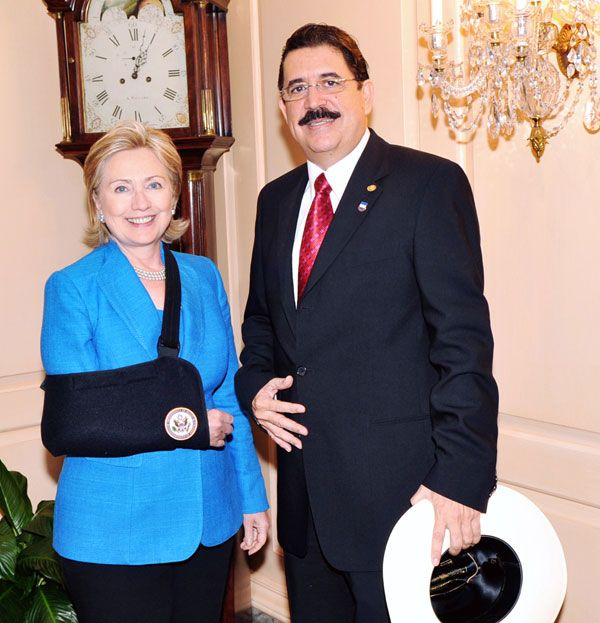
El presidente Manuel Zelaya, en Estados Unidos, se entrevista con la secretaria de Estado Hillary Clinton (julio de 2009).

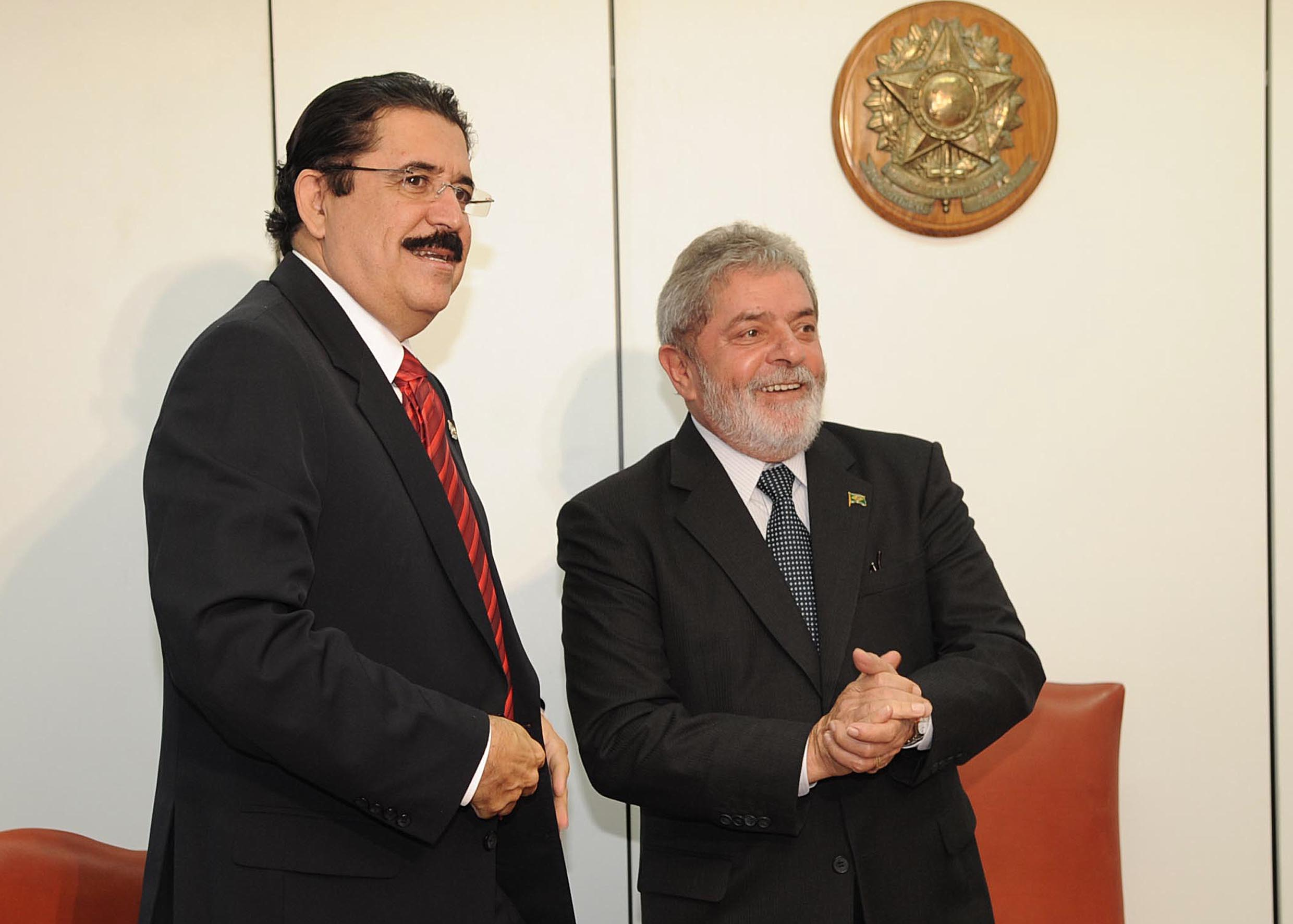
El presidente Lula recibe en audiencia al presidente de Honduras, José Manuel Zelaya (12 de agosto de 2009).

En marzo de 2010, el presidente venezolano Hugo Chávez nombró a Zelaya coordinador jefe del consejo político de Petrocaribe. Chávez declaró que estaría dispuesto a reconocer el gobierno de Porfirio Lobo en Honduras, si este permitiese que Zelaya regresara a su país e hiciera vida política.
Por otro lado, fue juramentado como diputado del Parlamento Centroamericano el 17 de septiembre de ese mismo año.
El Tribunal de Apelación de la Corte Suprema de Justicia de Honduras anuló todos los juicios por corrupción en su contra, que se encontraban pendientes tras su destitución de la presidencia en 2009. De acuerdo a su defensor, la resolución se dio por considerar que se había violado «el debido proceso al encontrarse en estado de indefensión». Ante el fallo, Zelaya expresó su disposición de retornar a suelo hondureño.
Zelaya arribó a Tegucigalpa el sábado 28 de mayo de 2011 desde Managua, Nicaragua, acompañado por los cancilleres de Venezuela, Nicolás Maduro; el de República Dominicana, Carlos Morales Troncoso; el embajador de Venezuela ante la Organización de Estados Americanos, Roy Chaderton; y la exsenadora colombiana Piedad Córdoba.
El retorno fue favorecido por el Acuerdo para la reconciliación nacional y la consolidación del sistema democrático en la República de Honduras, suscrito por el presidente Porfirio Lobo y el mismo Zelaya, y con la mediación de los gobiernos de Venezuela y Colombia.

### En Libertad y Refundación
El 13 de marzo de 2011, el Tribunal Supremo Electoral de Honduras (TSE) declaró legal el partido político Libertad y Refundación (Libre), fundado por Zelaya. El mismo participó en las elecciones generales de 2013 llevando como candidata a la esposa de Zelaya, Xiomara Castro, quien quedó en segundo lugar con el 29% de los votos, detrás del candidato nacionalista Juan Orlando Hernández, y rezagando la hegemonía del tradicional Partido Liberal de Honduras, que quedó en tercer lugar. 
Para las elecciones generales de 2017 Zelaya se desempeñó como coordinador general de la llamada Alianza de Oposición contra la Dictadura, una alianza entre Libre y PINU-SD que llevó como candidato presidencial a Salvador Nasralla. Nasralla quedó en segundo lugar en unas controvertidas elecciones en las que el presidente Hernández fue reelegido y tras las cuales hubo una crisis poselectoral. Zelaya por su parte, se negó a reconocer los resultados en ambas ocasiones y tras la reelección de Hernández habló de una insurrección contra este.

## Primer caballero de Honduras
El Partido Libre obtuvo la mayoría de votos en todos los niveles en las elecciones de 2021, en las cuales llevó nuevamente como candidata presidencial a la esposa de Zelaya, Xiomara Castro. Al asumir Castro la presidencia, Zelaya pasó a ser el primer caballero de Honduras.

## Publicaciones
El 27 de junio de 2019, con motivo del décimo aniversario del golpe de Estado que lo depuso, Zelaya presentó su libro El Golpe 28J, donde cuenta su versión de los hechos.

## Reconocimientos
- 1994-1998: distinguido como Mejor Ministro en los Gobiernos de Carlos Roberto Reina y Carlos Roberto Flores por la prensa nacional.[52]
- En 1996 fue distinguido como Mejor Amigo y Hermano de los Pueblos Garífunas, Indígenas y Misquitos por las organizaciones étnicas de Honduras.[52]
- El 23 de agosto de 2006 recibió la Orden Parlamento Centroamericano Francisco Morazán en Grado de Gran Cruz por «su invaluable contribución y apoyo al proceso de la integración centroamericana, y al trabajo que realiza el Parlamento Centroamericano».[53]
- Declarado Hermano y Abanderado de la Agenda Afrodescendiente de Centroamérica en septiembre de 2008 por la Organización Negra Centroamericana.[54]
- En octubre de 2008 recibió el Gran Collar de la Orden de San Carlos de la República de Colombia.[55]
- En mayo de 2009 recibió la Orden Nacional José Matías Delgado en Grado Gran Cruz, Placa de Oro de la República de El Salvador.[56]
- En junio de 2009 recibió la Medalla del Legendario Ernesto Che Guevara de la Federación Nacional de Estudiantes de Segunda Enseñanza.[57]
- En agosto de 2009 recibió las llaves, medalla y pergamino de Huésped Distinguido de la Ciudad de México.[58]

## Acusaciones y señalamientos
Debido a las acciones de Zelaya como presidente impulsando la Cuarta Urna, fue acusado por el Ministerio Público de los delitos de contra la forma de gobierno, traición a la patria, y usurpación de funciones en perjuicio de la administración Pública y el Estado de Honduras, por lo cual se le libró orden de captura el 26 de junio, para ser sometido a juicio político. Los delitos le fueron perdonados mediante una amnistía aprobada por el Congreso Nacional el 26 de enero de 2010, como parte de los acuerdos para superar la crisis política que atravesaba el país.
El 11 de marzo de 2021 en un juicio llevado a cabo en Nueva York, Devis Leonel Rivera, excapo de Los Cachiros, testificó haber sobornado a Zelaya con 500 mil dólares en 2006 para que nombrara a un primo suyo como ministro de seguridad, algo que no ocurrió. Zelaya negó esto en un tuit y agregó que jamás nombró a un ministro del crimen organizado.

## Familia y vida privada

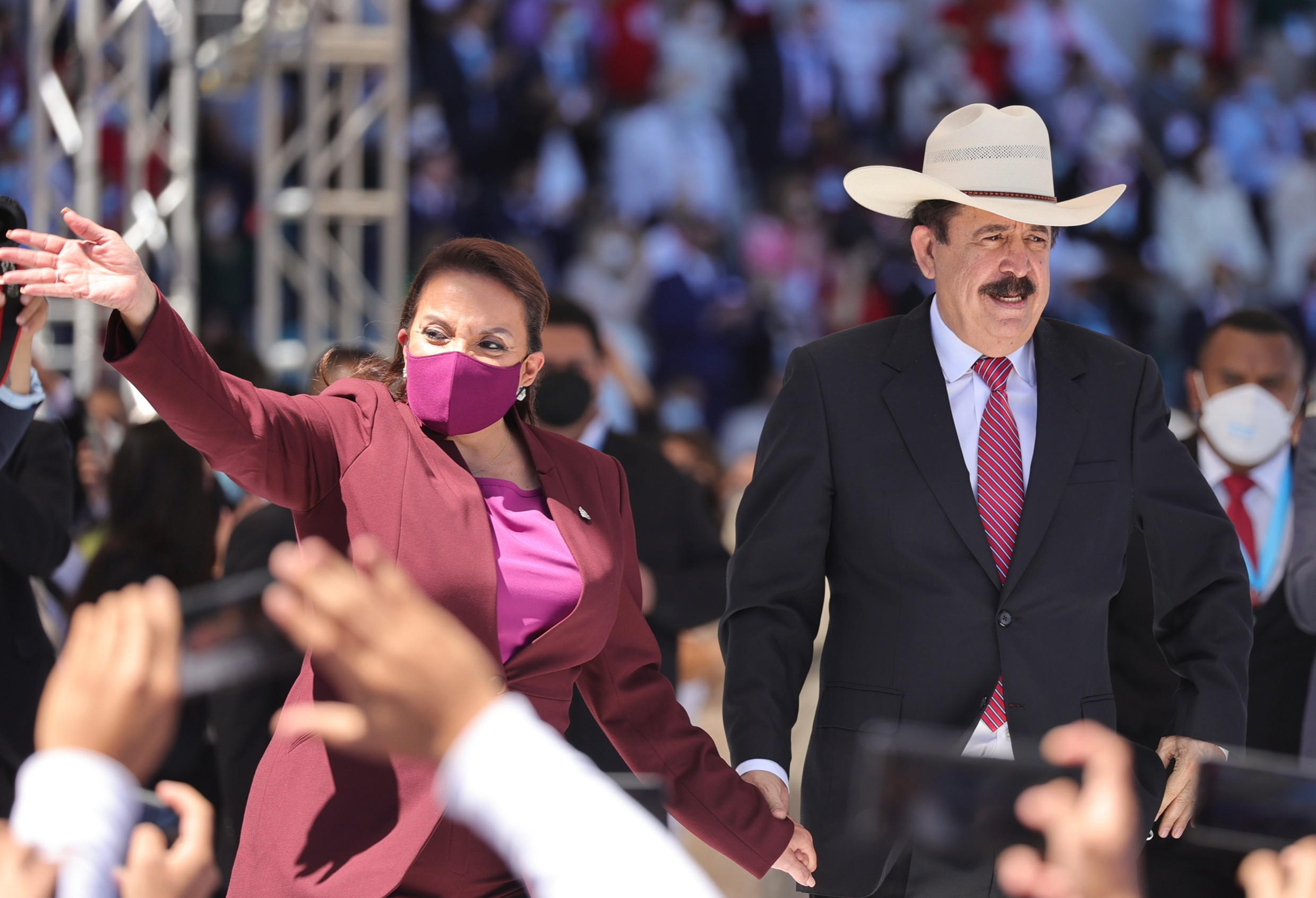
Zelaya junto a Xiomara Castro, en su investidura (2022).

Manuel Zelaya Rosales nació en el seno de una familia acomodada del municipio de Catacamas en el departamento de Olancho, con ascendientes que habían migrado desde México en el siglo XVIII. Sus padres fueron Hortensia Esmeralda Rosales Sarmiento y José Manuel Zelaya Ordóñez, quien fue acusado de participar en la masacre de Los Horcones. Zelaya heredó de su padre el apelativo de 'Melito', quien a su vez lo había heredado de su abuelo, mismo que poseía grandes extensiones de tierra y miles de cabezas de ganado. Su profesor de Física y Química, el Cardenal Óscar Rodríguez Maradiaga, lo recuerda como un «un niño de mirada dulce, muy tranquilo y muy piadoso», además de «serio y responsable», a sus 14 años de edad. 
Manuel Zelaya se casó a los 23 años con su prima segunda Iris Xiomara Castro Sarmiento, cuando esta tenía 17 años. Con ella tuvo cuatro hijos: Zoe, Héctor Manuel, Hortensia Xiomara y José Manuel. Entre ellos es Hortensia Xiomara, conocida popularmente como 'La Pichu', y su hermano Héctor Manuel quienes han participado activamente en política. La primera fue parte de las campañas electorales de 2013 y 2017, siendo además elegida como diputada por el departamento de Francisco Morazán en las elecciones de 2021. Mientras que el segundo fue el coordinador general de campaña de Libre en 2021, lideró la Comisión de Transición y fue nombrado secretario privado de la Presidencia de Xiomara Castro. El hermano de Manuel Zelaya, Carlos, fue coordinador de Libre en Olancho, diputado desde 2014 y jefe de bancada en el Congreso de 2018 a 2022.
Zelaya es un aficionado de la vida del campo, sobre todo de los caballos.
| Árbol genealógico \| Carlos Zelaya Rosales Coordinador de Libre en Olancho Diputado (desde 2014) y jefe de bancada de Libre (2018-2022) \| Carlos Zelaya Rosales Coordinador de Libre en Olancho Diputado (desde 2014) y jefe de bancada de Libre (2018-2022) \| Carlos Zelaya Rosales Coordinador de Libre en Olancho Diputado (desde 2014) y jefe de bancada de Libre (2018-2022) \| Carlos Zelaya Rosales Coordinador de Libre en Olancho Diputado (desde 2014) y jefe de bancada de Libre (2018-2022) \| Carlos Zelaya Rosales Coordinador de Libre en Olancho Diputado (desde 2014) y jefe de bancada de Libre (2018-2022) \| Carlos Zelaya Rosales Coordinador de Libre en Olancho Diputado (desde 2014) y jefe de bancada de Libre (2018-2022) \| \| \| \| \| \| \| Manuel Zelaya Coordinador general de Libre (2011-actualidad) Diputado y jefe de bancada de Libre (2014-2018) \| Manuel Zelaya Coordinador general de Libre (2011-actualidad) Diputado y jefe de bancada de Libre (2014-2018) \| Manuel Zelaya Coordinador general de Libre (2011-actualidad) Diputado y jefe de bancada de Libre (2014-2018) \| Manuel Zelaya Coordinador general de Libre (2011-actualidad) Diputado y jefe de bancada de Libre (2014-2018) \| Manuel Zelaya Coordinador general de Libre (2011-actualidad) Diputado y jefe de bancada de Libre (2014-2018) \| Manuel Zelaya Coordinador general de Libre (2011-actualidad) Diputado y jefe de bancada de Libre (2014-2018) \| \| \| \| \| \| \| Xiomara Castro Candidata presidencial de Libre (2013-2021) Presidenta de Honduras \| Xiomara Castro Candidata presidencial de Libre (2013-2021) Presidenta de Honduras \| Xiomara Castro Candidata presidencial de Libre (2013-2021) Presidenta de Honduras \| Xiomara Castro Candidata presidencial de Libre (2013-2021) Presidenta de Honduras \| Xiomara Castro Candidata presidencial de Libre (2013-2021) Presidenta de Honduras \| Xiomara Castro Candidata presidencial de Libre (2013-2021) Presidenta de Honduras \| \| \| \| \| \| \| \| \| \| \| \| \| \| \| \| \| \| Carlos Zelaya Rosales Coordinador de Libre en Olancho Diputado (desde 2014) y jefe de bancada de Libre (2018-2022) \| Carlos Zelaya Rosales Coordinador de Libre en Olancho Diputado (desde 2014) y jefe de bancada de Libre (2018-2022) \| Carlos Zelaya Rosales Coordinador de Libre en Olancho Diputado (desde 2014) y jefe de bancada de Libre (2018-2022) \| Carlos Zelaya Rosales Coordinador de Libre en Olancho Diputado (desde 2014) y jefe de bancada de Libre (2018-2022) \| Carlos Zelaya Rosales Coordinador de Libre en Olancho Diputado (desde 2014) y jefe de bancada de Libre (2018-2022) \| Carlos Zelaya Rosales Coordinador de Libre en Olancho Diputado (desde 2014) y jefe de bancada de Libre (2018-2022) \| \| \| \| \| \| \| Manuel Zelaya Coordinador general de Libre (2011-actualidad) Diputado y jefe de bancada de Libre (2014-2018) \| Manuel Zelaya Coordinador general de Libre (2011-actualidad) Diputado y jefe de bancada de Libre (2014-2018) \| Manuel Zelaya Coordinador general de Libre (2011-actualidad) Diputado y jefe de bancada de Libre (2014-2018) \| Manuel Zelaya Coordinador general de Libre (2011-actualidad) Diputado y jefe de bancada de Libre (2014-2018) \| Manuel Zelaya Coordinador general de Libre (2011-actualidad) Diputado y jefe de bancada de Libre (2014-2018) \| Manuel Zelaya Coordinador general de Libre (2011-actualidad) Diputado y jefe de bancada de Libre (2014-2018) \| \| \| \| \| \| \| Xiomara Castro Candidata presidencial de Libre (2013-2021) Presidenta de Honduras \| Xiomara Castro Candidata presidencial de Libre (2013-2021) Presidenta de Honduras \| Xiomara Castro Candidata presidencial de Libre (2013-2021) Presidenta de Honduras \| Xiomara Castro Candidata presidencial de Libre (2013-2021) Presidenta de Honduras \| Xiomara Castro Candidata presidencial de Libre (2013-2021) Presidenta de Honduras \| Xiomara Castro Candidata presidencial de Libre (2013-2021) Presidenta de Honduras \| \| \| \| \| \| \| \| \| \| \| \| \| \| \| \| \| \| \| \| \| \| \| \| \| \| \| \| \| \| \| \| \| \| \| \| \| \| \| \| \| \| \| \| \| \| \| \| \| \| \| \| \| \| \| \| \| \| \| \| \| \| \| \| \| \| \| \| \| \| \| \| \| \| \| \| \| \| \| \| \| \| \| \| \| \| \| \| \| \| \| \| \| \| \| \| \| \| \| \| \| \| \| \| \| \| \| \| \| \| \| \| José Manuel Zelaya Secretario de Defensa (desde 2022) \| José Manuel Zelaya Secretario de Defensa (desde 2022) \| José Manuel Zelaya Secretario de Defensa (desde 2022) \| José Manuel Zelaya Secretario de Defensa (desde 2022) \| José Manuel Zelaya Secretario de Defensa (desde 2022) \| José Manuel Zelaya Secretario de Defensa (desde 2022) \| \| \| Zoe \| Zoe \| Zoe \| Zoe \| Zoe \| Zoe \| \| \| Héctor Manuel Coordinador de campaña de Libre (2021) Secretario privado de la Presidencia (desde 2022) \| Héctor Manuel Coordinador de campaña de Libre (2021) Secretario privado de la Presidencia (desde 2022) \| Héctor Manuel Coordinador de campaña de Libre (2021) Secretario privado de la Presidencia (desde 2022) \| Héctor Manuel Coordinador de campaña de Libre (2021) Secretario privado de la Presidencia (desde 2022) \| Héctor Manuel Coordinador de campaña de Libre (2021) Secretario privado de la Presidencia (desde 2022) \| Héctor Manuel Coordinador de campaña de Libre (2021) Secretario privado de la Presidencia (desde 2022) \| \| \| Hortensia Xiomara Diputada por Libre (desde 2022) \| Hortensia Xiomara Diputada por Libre (desde 2022) \| Hortensia Xiomara Diputada por Libre (desde 2022) \| Hortensia Xiomara Diputada por Libre (desde 2022) \| Hortensia Xiomara Diputada por Libre (desde 2022) \| Hortensia Xiomara Diputada por Libre (desde 2022) \| \| \| José Manuel \| José Manuel \| José Manuel \| José Manuel \| José Manuel \| José Manuel \| \| \| \| \| \| \| \| \| | | | | | |  |  |     |     |     |     | | | | | | | | | | |  |  |                                                                                   |                                                                                   |                                                                                   |                                                                                   |                                                                                   |                                                                                   |  |  |             |             |             |             |             |             |  |  |  |  |  |  |  |  |
| Carlos Zelaya Rosales Coordinador de Libre en Olancho Diputado (desde 2014) y jefe de bancada de Libre (2018-2022) | Carlos Zelaya Rosales Coordinador de Libre en Olancho Diputado (desde 2014) y jefe de bancada de Libre (2018-2022) | Carlos Zelaya Rosales Coordinador de Libre en Olancho Diputado (desde 2014) y jefe de bancada de Libre (2018-2022) | Carlos Zelaya Rosales Coordinador de Libre en Olancho Diputado (desde 2014) y jefe de bancada de Libre (2018-2022) | Carlos Zelaya Rosales Coordinador de Libre en Olancho Diputado (desde 2014) y jefe de bancada de Libre (2018-2022) | Carlos Zelaya Rosales Coordinador de Libre en Olancho Diputado (desde 2014) y jefe de bancada de Libre (2018-2022) |  |  |     |     |     |     | Manuel Zelaya Coordinador general de Libre (2011-actualidad) Diputado y jefe de bancada de Libre (2014-2018) | Manuel Zelaya Coordinador general de Libre (2011-actualidad) Diputado y jefe de bancada de Libre (2014-2018) | Manuel Zelaya Coordinador general de Libre (2011-actualidad) Diputado y jefe de bancada de Libre (2014-2018) | Manuel Zelaya Coordinador general de Libre (2011-actualidad) Diputado y jefe de bancada de Libre (2014-2018) | Manuel Zelaya Coordinador general de Libre (2011-actualidad) Diputado y jefe de bancada de Libre (2014-2018) | Manuel Zelaya Coordinador general de Libre (2011-actualidad) Diputado y jefe de bancada de Libre (2014-2018) | | | | |  |  | Xiomara Castro Candidata presidencial de Libre (2013-2021) Presidenta de Honduras | Xiomara Castro Candidata presidencial de Libre (2013-2021) Presidenta de Honduras | Xiomara Castro Candidata presidencial de Libre (2013-2021) Presidenta de Honduras | Xiomara Castro Candidata presidencial de Libre (2013-2021) Presidenta de Honduras | Xiomara Castro Candidata presidencial de Libre (2013-2021) Presidenta de Honduras | Xiomara Castro Candidata presidencial de Libre (2013-2021) Presidenta de Honduras |  |  |             |             |             |             |             |             |  |  |  |  |  |  |  |  |
| Carlos Zelaya Rosales Coordinador de Libre en Olancho Diputado (desde 2014) y jefe de bancada de Libre (2018-2022) | Carlos Zelaya Rosales Coordinador de Libre en Olancho Diputado (desde 2014) y jefe de bancada de Libre (2018-2022) | Carlos Zelaya Rosales Coordinador de Libre en Olancho Diputado (desde 2014) y jefe de bancada de Libre (2018-2022) | Carlos Zelaya Rosales Coordinador de Libre en Olancho Diputado (desde 2014) y jefe de bancada de Libre (2018-2022) | Carlos Zelaya Rosales Coordinador de Libre en Olancho Diputado (desde 2014) y jefe de bancada de Libre (2018-2022) | Carlos Zelaya Rosales Coordinador de Libre en Olancho Diputado (desde 2014) y jefe de bancada de Libre (2018-2022) |  |  |     |     |     |     | Manuel Zelaya Coordinador general de Libre (2011-actualidad) Diputado y jefe de bancada de Libre (2014-2018) | Manuel Zelaya Coordinador general de Libre (2011-actualidad) Diputado y jefe de bancada de Libre (2014-2018) | Manuel Zelaya Coordinador general de Libre (2011-actualidad) Diputado y jefe de bancada de Libre (2014-2018) | Manuel Zelaya Coordinador general de Libre (2011-actualidad) Diputado y jefe de bancada de Libre (2014-2018) | Manuel Zelaya Coordinador general de Libre (2011-actualidad) Diputado y jefe de bancada de Libre (2014-2018) | Manuel Zelaya Coordinador general de Libre (2011-actualidad) Diputado y jefe de bancada de Libre (2014-2018) | | | | |  |  | Xiomara Castro Candidata presidencial de Libre (2013-2021) Presidenta de Honduras | Xiomara Castro Candidata presidencial de Libre (2013-2021) Presidenta de Honduras | Xiomara Castro Candidata presidencial de Libre (2013-2021) Presidenta de Honduras | Xiomara Castro Candidata presidencial de Libre (2013-2021) Presidenta de Honduras | Xiomara Castro Candidata presidencial de Libre (2013-2021) Presidenta de Honduras | Xiomara Castro Candidata presidencial de Libre (2013-2021) Presidenta de Honduras |  |  |             |             |             |             |             |             |  |  |  |  |  |  |  |  |
| | | | | | |  |  |     |     |     |     | | | | | | | | | | |  |  |                                                                                   |                                                                                   |                                                                                   |                                                                                   |                                                                                   |                                                                                   |  |  |             |             |             |             |             |             |  |  |  |  |  |  |  |  |
| | | | | | |  |  |     |     |     |     | | | | | | | | | | |  |  |                                                                                   |                                                                                   |                                                                                   |                                                                                   |                                                                                   |                                                                                   |  |  |             |             |             |             |             |             |  |  |  |  |  |  |  |  |
| José Manuel Zelaya Secretario de Defensa (desde 2022) | José Manuel Zelaya Secretario de Defensa (desde 2022)                                                              | José Manuel Zelaya Secretario de Defensa (desde 2022)                                                              | José Manuel Zelaya Secretario de Defensa (desde 2022)                                                              | José Manuel Zelaya Secretario de Defensa (desde 2022)                                                              | José Manuel Zelaya Secretario de Defensa (desde 2022)                                                              |  |  | Zoe | Zoe | Zoe | Zoe | Zoe | Zoe | | | Héctor Manuel Coordinador de campaña de Libre (2021) Secretario privado de la Presidencia (desde 2022)       | Héctor Manuel Coordinador de campaña de Libre (2021) Secretario privado de la Presidencia (desde 2022)       | Héctor Manuel Coordinador de campaña de Libre (2021) Secretario privado de la Presidencia (desde 2022) | Héctor Manuel Coordinador de campaña de Libre (2021) Secretario privado de la Presidencia (desde 2022) | Héctor Manuel Coordinador de campaña de Libre (2021) Secretario privado de la Presidencia (desde 2022) | Héctor Manuel Coordinador de campaña de Libre (2021) Secretario privado de la Presidencia (desde 2022) |  |  | Hortensia Xiomara Diputada por Libre (desde 2022)                                 | Hortensia Xiomara Diputada por Libre (desde 2022)                                 | Hortensia Xiomara Diputada por Libre (desde 2022)                                 | Hortensia Xiomara Diputada por Libre (desde 2022)                                 | Hortensia Xiomara Diputada por Libre (desde 2022)                                 | Hortensia Xiomara Diputada por Libre (desde 2022)                                 |  |  | José Manuel | José Manuel | José Manuel | José Manuel | José Manuel | José Manuel |  |  |  |  |  |  |  |  |

## Fuente
- Comisión de la Verdad y la Reconciliación de Honduras (Julio de 2011). Para que los hechos no se repitan. Organización de los Estados Americanos. Consultado el 1 de junio de 2019.